# Росен Асенов
Росен Асенов (болг. Росен Асенов; народився 3 вересня 1990, Болгарія) — болгарський хокеїст, нападник. Виступає за «Славія» (Софія) у Болгарській хокейній лізі. 
Виступав за «Славія» (Софія).
У складі національної збірної Болгарії учасник чемпіонатів світу 2009 (дивізіон II) і 2010 (дивізіон II). У складі молодіжної збірної Болгарії учасник чемпіонату світу 2006 (дивізіон III), 2007 (дивізіон III) і 2010 (дивізіон III). У складі юніорської збірної Болгарії учасник чемпіонатів світу 2004 (дивізіон III), 2005 (дивізіон III), 2006 (дивізіон III) і 2007 (дивізіон III).
Чемпіон Болгарії (2005, 2008, 2009, 2010). Володар Кубка Болгарії (2008, 2009).